# Claude Puterflam
Claude Puterflam est un chanteur et producteur français né le 2 juillet 1944 à Lyon, France.
Il a interprété le titre Je n’t’aime plus sur une reprise de Hide in your Shell du groupe Supertramp (Davies / Hodgson).

## Biographie
Claude Puterflam commence sa carrière musicale chez Vogue dans les années 1960, en même temps que son ami Jacques Dutronc. Son premier 45 tours Tu ne m'as pas cru sort le même jour que Et moi, et moi, et moi de Dutronc, sur laquelle Puterflam joue du tambourin.
Puterflam crée son propre label Flamophone, avec lequel il produit Jean Schultheis (Confidence pour confidence) et Philippe Cataldo (Les Divas du dancing). Dans les années 1970, en parallèle de son activité de producteur, il continue à enregistrer sous son nom et avec le groupe Le Système Crapoutchik, composé des musiciens de Dutronc. En 1972, il connaît son plus grand succès commercial avec son 45 tours Gwendolina, pastiche des doo-wop de l'époque, qui se vend à 300 000 exemplaires.
En 1975, il monte le studio Gang, où enregistrent plusieurs artistes de renom : Michel Berger y compose plusieurs chansons sur le piano de Puterflam, Jean-Jacques Goldman et plusieurs autres personnalités y enregistrent La Chanson des Restos en 1986. Plus récemment, Air, Daft Punk et Lady Gaga se rendent également au studio.
Claude Puterflam a sorti deux albums discos (disques 33cm) en 1980 et 1982. Celui de 1982, dont le titre est Désabusé contient le tube La petite. Après 1982, il cessera la chanson pour se consacrer entièrement au studio Gang.